# Tour guelfe
La Tour guelfe (en italien : Torre Guelfa) est une tour de Pise à la Cittadella, laquelle remonte au milieu du XVe siècle.

## Histoire
Elle a été construite pendant la première domination florentine (1406), lorsque toute la zone de ce qui était autrefois les arsenaux de la république de Pise a été rénovée. Le nom a été choisi en contraste avec l'ancienne Tour gibeline, érigée en 1290 dans le coin sud-ouest du quartier et détruite plus tard. La tour avait également pour tâche de permettre l'observation, étant suffisamment haute pour voir la mer et en même temps dominant la ville, étant clairement visible depuis la première moitié du Lungarno, une des rives du fleuve Arno.
La tour guelfe, avec la tour Sant'Agnese, la tour Canto (incorporée au bastion San Giorgio) et la tour gibeline, délimitait l'ancienne zone de la Terzanaia (aujourd'hui en grande partie disparue et connue sous le nom de Cittadella), où les galères de la république de Pise étaient construites et réparées.
Minée par les Allemands en retraite en juillet 1944, elle est reconstruite après la guerre (1956), sans conserver complètement son aspect d'origine.
Aujourd'hui, elle est ouverte au public et permet d'admirer une vue magnifique de son sommet. À l'intérieur étaient placées les anciennes armoiries familiales sculptées des capitaines et des commissaires florentins qui gouvernaient la cité.

## Source
- (it) Cet article est partiellement ou en totalité issu de l’article de Wikipédia en italien intitulé « Torre Guelfa » (voir la liste des auteurs).